# Christoph Friedrich Koch
Christoph Friedrich Koch (* 17. Jahrhundert; † 18. Jahrhundert) war ein sächsischer Beamter. Er war der Sohn von Jobst Heinrich Koch und übernahm von diesem die Amtsgeschäfte. 1716 wird er als Amtmann des sächsischen Amtes Sangerhausen bezeichnet. Er war verheiratet mit Anna Veronica, Witwe des Dr. med. Heinrich Vestus zu Erfurt. 1724 ist er noch im Amt. Sein Nachfolger war Gottlieb Lebrecht von Wilkenitz.